# Цунин, Пётр Дмитриевич
Пётр Дмитриевич Цунин (18 июля 1943—1983) — советский футболист, защитник.
Воспитанник футбольной школы «Шахтёр» Снежное Донецкой области. с 1961 года — в «Шахтёре» Сталино (Донецк). Дебютировал в чемпионате 2 мая 1963 года в матче против «Торпедо» Кутаиси (0:0); за два года провёл три матча. В 1965 году сыграл 25 встреч. В 1966—1969 за одесский «Черноморец» сыграл 94 игры, забил один гол. С 1969 года — в «Днепре» Днепропетровск, провёл в первой лиге 50 матчей. Завершил карьеру во второй лиге в «Авангарде» Севастополь (1972).
Скончался в 1983 году.